# Ligne principale Hōhi
La ligne principale Hōhi (豊肥本線, Hōhi-honsen) est une ligne ferroviaire du centre de l'île de Kyūshū au Japon. Elle relie la gare de Kumamoto dans la préfecture de Kumamoto à la gare d'Ōita dans la préfecture d'Ōita. La ligne est exploitée par la compagnie JR Kyushu.
La ligne est aussi appelée ligne Aso Kōgen (阿蘇高原線).

## Histoire
La construction de la ligne a commencé à Ōita et à Kumamoto en 1914. La jonction est réalisée avec l’ouverture du tronçon Miyaji - Tamarai en 1928.
La ligne est endommagée à la suite des séismes de 2016 de Kumamoto, et la portion entre Higo-Ōzu et Aso est fermée. Elle rouvre au trafic le 8 août 2020.

## Caractéristiques

### Ligne
- Longueur : 148,0 km
- Ecartement : 1 067 mm
- Alimentation : 20 000 V-60 Hz par caténaire entre Kumamoto et Higo-Ōzu

### Liste des gares

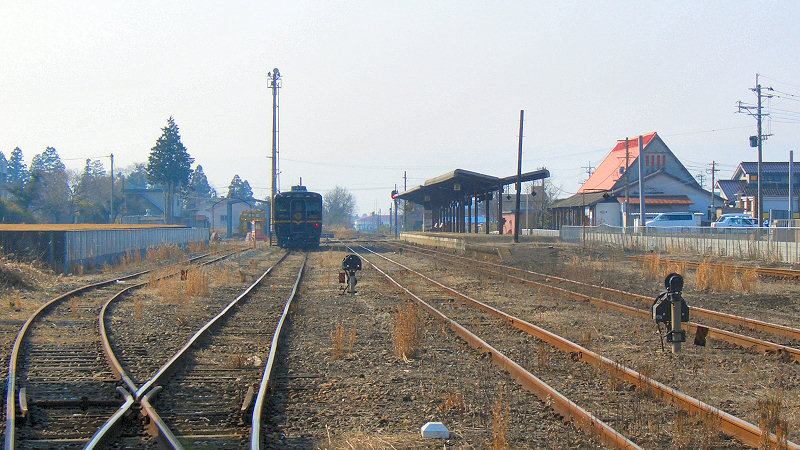
La ligne à Miyaji

| Gare             | Nom japonais | Distance depuis Kumamoto (km) | Correspondances                                                  | Localisation | Localisation           |
| ---------------- | ------------ | ----------------------------- | ---------------------------------------------------------------- | ------------ | ---------------------- |
| Kumamoto         | 熊本         | 0                             | JR Kyushu : Kyūshū Shinkansen, Kagoshima Tramway de Kumamoto : A | Kumamoto     | Préfecture de Kumamoto |
| Heisei           | 平成         | 2,7                           |                                                                  | Kumamoto     | Préfecture de Kumamoto |
| Minami-Kumamoto  | 南熊本       | 3,6                           |                                                                  | Kumamoto     | Préfecture de Kumamoto |
| Shin-Suizenji    | 新水前寺     | 5,2                           | Tramway de Kumamoto : A, B                                       | Kumamoto     | Préfecture de Kumamoto |
| Suizenji         | 水前寺       | 5,8                           |                                                                  | Kumamoto     | Préfecture de Kumamoto |
| Tōkai Gakuen-mae | 東海学園前   | 7,8                           |                                                                  | Kumamoto     | Préfecture de Kumamoto |
| Tatsutaguchi     | 竜田口       | 8,9                           |                                                                  | Kumamoto     | Préfecture de Kumamoto |
| Musashizuka      | 武蔵塚       | 12,9                          |                                                                  | Kumamoto     | Préfecture de Kumamoto |
| Hikarinomori     | 光の森       | 14,8                          |                                                                  | Kumamoto     | Préfecture de Kumamoto |
| Sanrigi          | 三里木       | 15,8                          |                                                                  | Kikuyō       | Préfecture de Kumamoto |
| Haramizu         | 原水         | 18,9                          |                                                                  | Kikuyō       | Préfecture de Kumamoto |
| Higo-Ōzu         | 肥後大津     | 22,6                          |                                                                  | Ōzu          | Préfecture de Kumamoto |
| Seta             | 瀬田         | 27,2                          |                                                                  | Ōzu          | Préfecture de Kumamoto |
| Tateno           | 立野         | 32,3                          | Minami-Aso Railway : Takamori                                    | Minamiaso    | Préfecture de Kumamoto |
| Akamizu          | 赤水         | 40,2                          |                                                                  | Aso          | Préfecture de Kumamoto |
| Ichinokawa       | 市ノ川       | 42,6                          |                                                                  | Aso          | Préfecture de Kumamoto |
| Uchinomaki       | 内牧         | 46,4                          |                                                                  | Aso          | Préfecture de Kumamoto |
| Aso              | 阿蘇         | 49,9                          |                                                                  | Aso          | Préfecture de Kumamoto |
| Ikoi-no-Mura     | いこいの村   | 51,2                          |                                                                  | Aso          | Préfecture de Kumamoto |
| Miyaji           | 宮地         | 53,4                          |                                                                  | Aso          | Préfecture de Kumamoto |
| Namino           | 波野         | 64,1                          |                                                                  | Aso          | Préfecture de Kumamoto |
| Takimizu         | 滝水         | 69,0                          |                                                                  | Aso          | Préfecture de Kumamoto |
| Bungo-Ogi        | 豊後荻       | 75,2                          |                                                                  | Taketa       | Préfecture d'Ōita      |
| Tamarai          | 玉来         | 84,9                          |                                                                  | Taketa       | Préfecture d'Ōita      |
| Bungo-Taketa     | 豊後竹田     | 88,0                          |                                                                  | Taketa       | Préfecture d'Ōita      |
| Asaji            | 朝地         | 93,9                          |                                                                  | Bungo-ōno    | Préfecture d'Ōita      |
| Ogata            | 緒方         | 100,3                         |                                                                  | Bungo-ōno    | Préfecture d'Ōita      |
| Bungo-Kiyokawa   | 豊後清川     | 105,4                         |                                                                  | Bungo-ōno    | Préfecture d'Ōita      |
| Miemachi         | 三重町       | 111,9                         |                                                                  | Bungo-ōno    | Préfecture d'Ōita      |
| Sugao            | 菅尾         | 117,3                         |                                                                  | Bungo-ōno    | Préfecture d'Ōita      |
| Inukai           | 犬飼         | 125,2                         |                                                                  | Bungo-ōno    | Préfecture d'Ōita      |
| Takenaka         | 竹中         | 130,8                         |                                                                  | Ōita         | Préfecture d'Ōita      |
| Nakahanda        | 中判田       | 136,3                         |                                                                  | Ōita         | Préfecture d'Ōita      |
| Ōita-Daigaku-mae | 大分大学前   | 138,8                         |                                                                  | Ōita         | Préfecture d'Ōita      |
| Shikido          | 敷戸         | 140,2                         |                                                                  | Ōita         | Préfecture d'Ōita      |
| Takio            | 滝尾         | 142,9                         |                                                                  | Ōita         | Préfecture d'Ōita      |
| Ōita             | 大分         | 148,0                         | JR Kyushu : Nippō, Kyūdai                                        | Ōita         | Préfecture d'Ōita      |

## Matériel roulant

### Trains rapides et omnibus

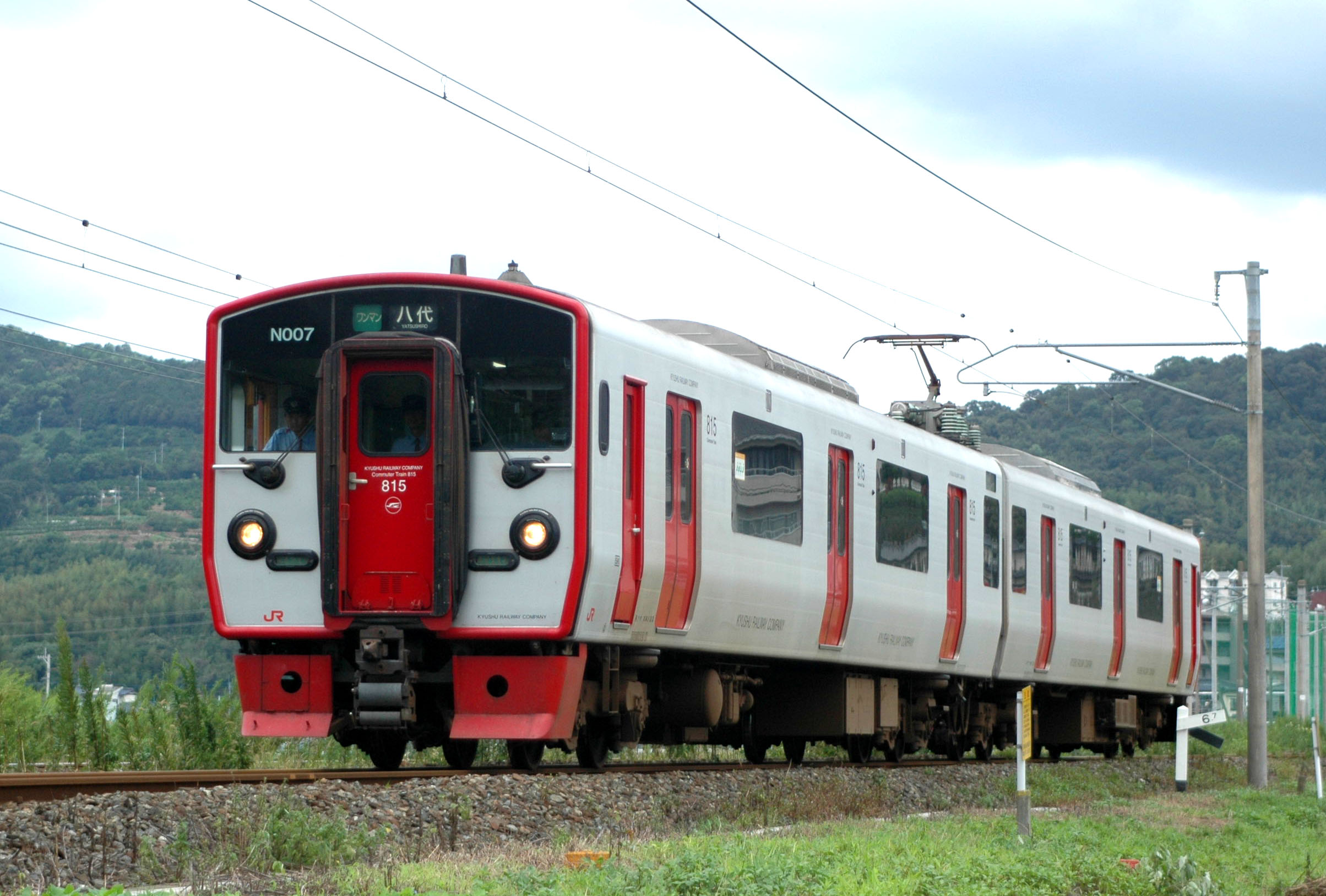
JR série 815
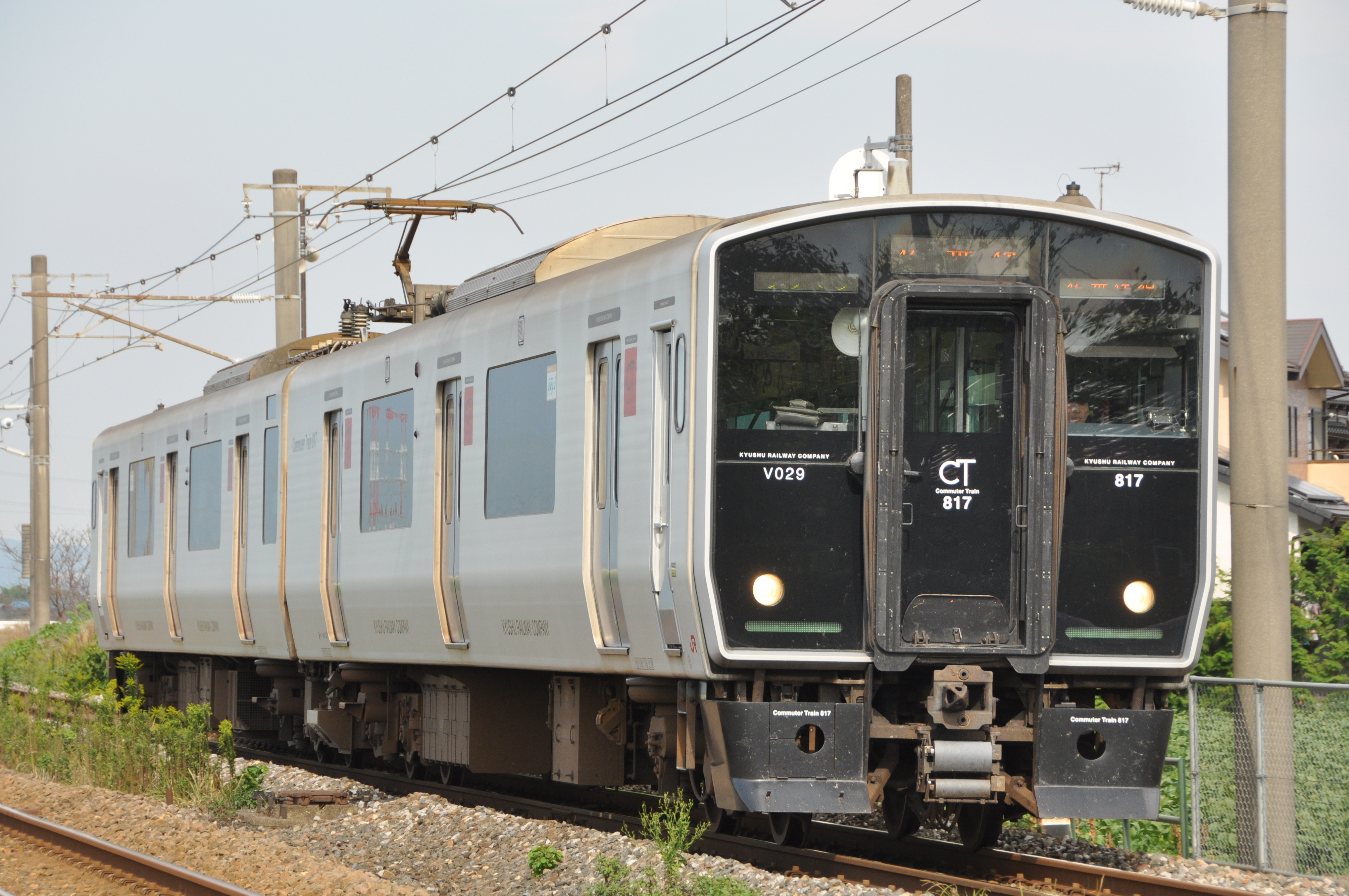
JR série 817
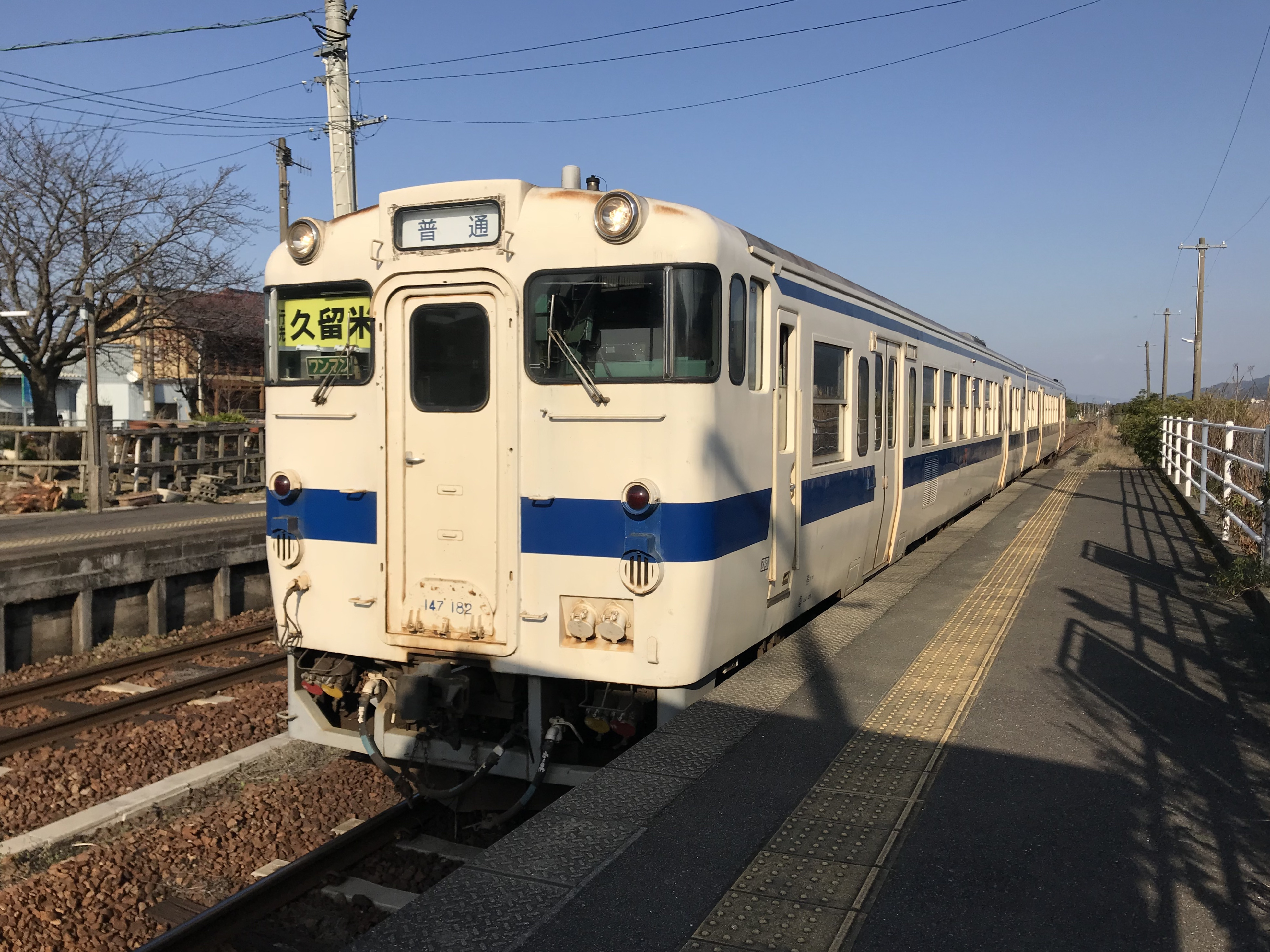
JR série KiHa 40/47/140/147
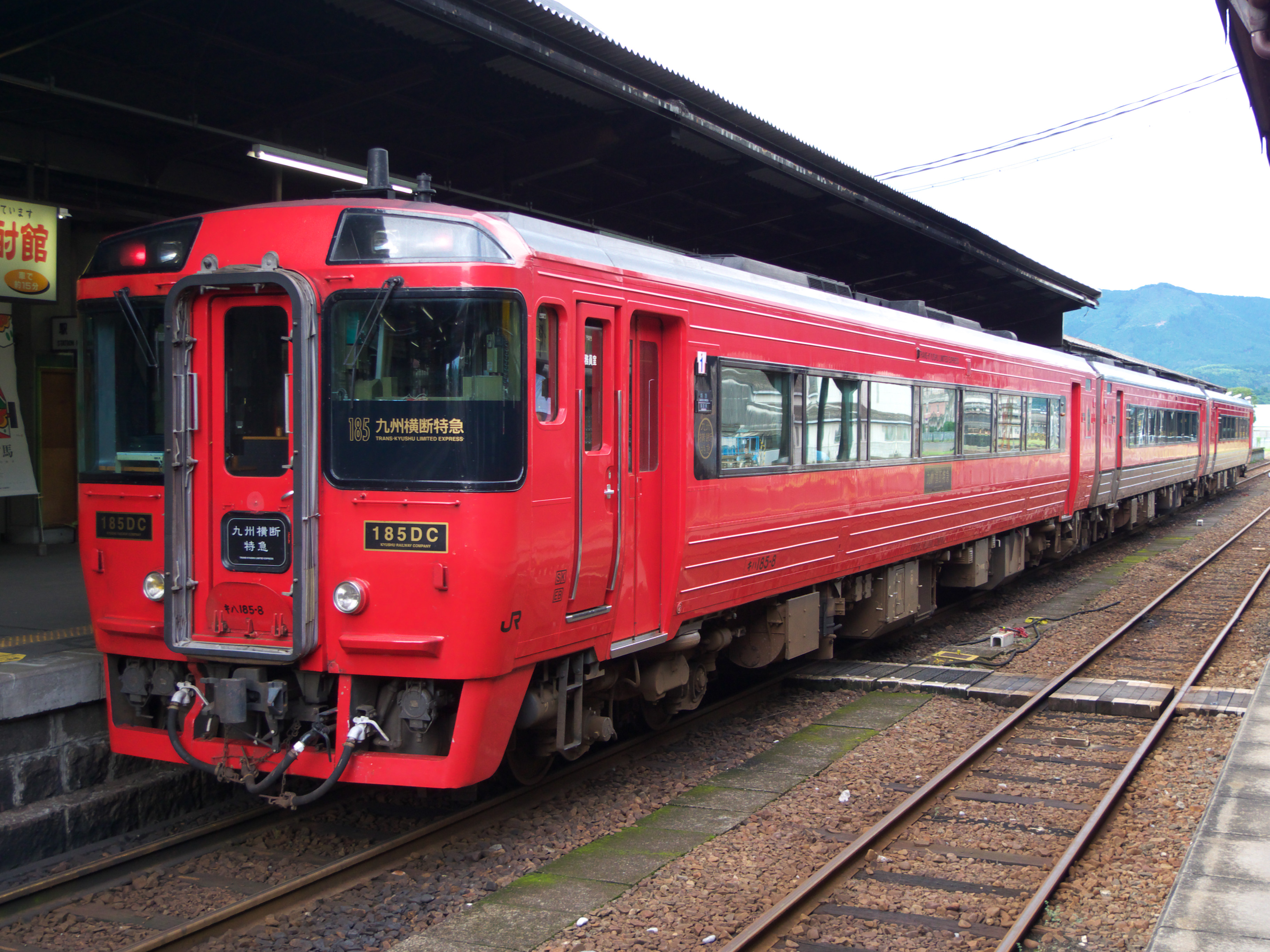
JR série KiHa 185
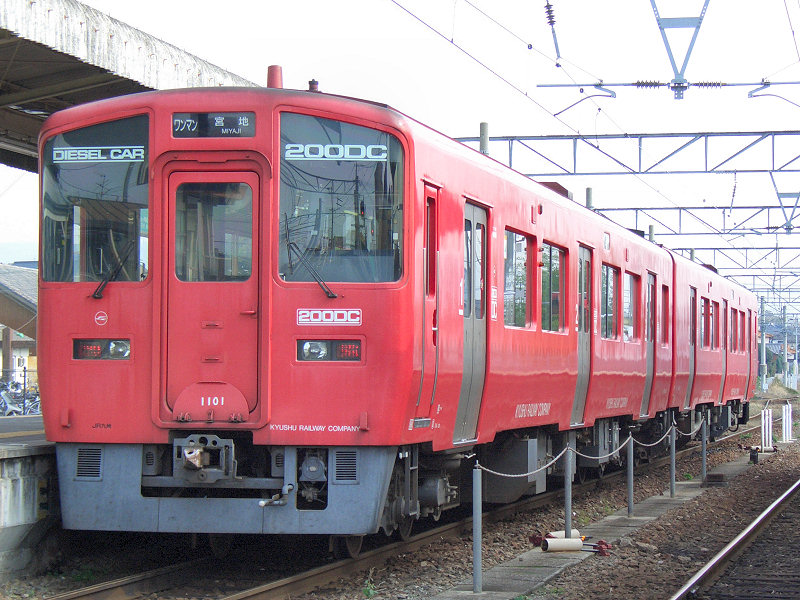
JR série KiHa 200/220

### Train touristique

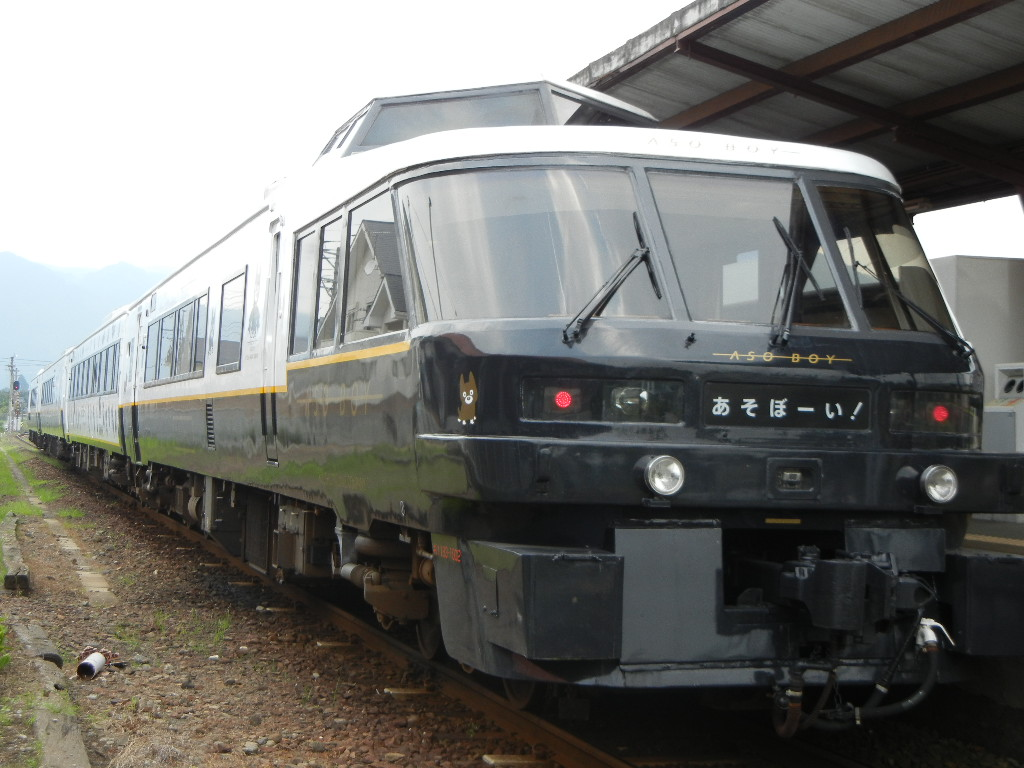
JR KiHa 183 Aso Boy